# Ляйнінген (Німеччина)
Ляйнінген (нім. Leiningen) — громада в Німеччині, розташована в землі Рейнланд-Пфальц. Входить до складу району Рейн-Гунсрюк. Складова частина об'єднання громад Еммельсгаузен.
Площа — 5,75 км2. Населення становить 718 ос. (станом на 31 грудня 2020).

## Галерея

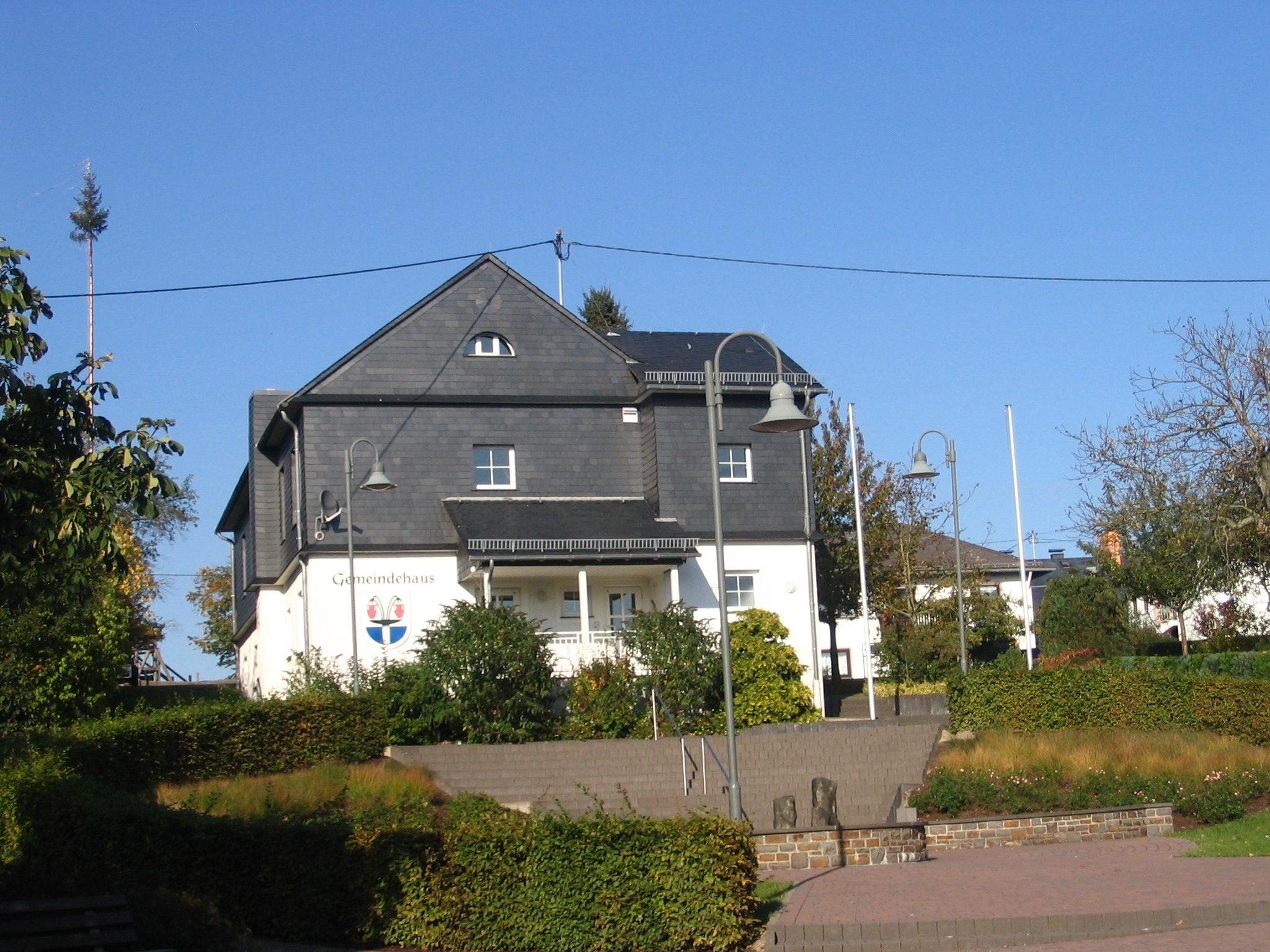